# Приз Известий 1980
Приз Известий 1980 — міжнародний хокейний турнір у СРСР, проходив 16—21 грудня 1980 року в Москві. У турнірі брали участь національні збірні: СРСР, Чехословаччини, Фінляндії та Швеції. Змінився регламент, після одноколового турніру команди, що зайняли перше - друге місце розіграли «золотий матч», збірні, що посіли третє - четверте місця грали у матчі за третє місце.

## Результати та таблиця
| 1. | СРСР           | ***  | 4:5 | 10:0 | 2:0 | 3 | 2 | 0 | 1 | 16:5  | 4 |
| 2. | Чехословаччина | 5:4  | *** | 1:5  | 3:0 | 3 | 2 | 0 | 1 | 9:9   | 4 |
| 3. | Фінляндія      | 0:10 | 5:1 | ***  | 6:3 | 3 | 2 | 0 | 1 | 11:14 | 4 |
| 4. | Швеція         | 0:2  | 0:3 | 3:6  | *** | 3 | 0 | 0 | 3 | 3:11  | 0 |

М — підсумкове місце, І - матчі, В — перемоги, Н — нічиї, П — поразки, Ш — закинуті та пропущені шайби, О — очки

### Матч за 3 місце
| 21 грудня |     |        |  |
| Фінляндія | 8:2 | Швеція |  |
|           |     |        |  |

### Фінал
| 21 грудня |     |                |  |
| СРСР      | 6:2 | Чехословаччина |  |
|           |     |                |  |

## Найкращі гравці турніру
| Воротар   | Владислав Третьяк |
| Захисники | Рейо Руотсалайнен |
| Нападники | Їндржіх Кокрмент  |

## Найкращі бомбардири
| Гравець            | Шайб | Передач | Очок |
| ------------------ | ---- | ------- | ---- |
| Віктор Шалімов     | 5    | 1       | 6    |
| Віктор Жлуктов     | 2    | 4       | 6    |
| Маркку Кіімаляйнен | 3    | 2       | 5    |
| Йорма Севон        | 3    | 2       | 5    |
| Олександр Мальцев  | 2    | 3       | 5    |